# Ośrodek Narciarsko-Rekreacyjny Harenda w Zakopanem
Ośrodek Narciarsko-Rekreacyjny Harenda w Zakopanem – ośrodek narciarski w Zakopanem na południowych zboczach Rafaczańskiej Grapy, będącej jednym z grzbietów Pogórza Gubałowskiego.

## Kolej i wyciągi
W skład kompleksu wchodzą:
- (1) 4-osobowa kolej krzesełkowa na szczyt Rafaczówki, firmy Leitner o długości 600 m, różnicy wzniesień 210 m i przepustowości 2400 osób na godzinę (czas wjazdu – 3,43 minuty, liczba kanap – 73), z taśmą rozpędową
- (2) wyciąg talerzykowy o długości 470 m, przewyższeniu 100 m i przepustowowści 700 osób na godzinę
- (3) wyciąg talerzykowy o długości 250 m, przewyższeniu 30 m i przepustowowści 720 osób na godzinę
- (4) wyciąg talerzykowy o długości 80 m, przewyższeniu 15 m i przepustowowści 250 osób na godzinę.

Łączna przepustowość wyciągów to 4070 osób na godzinę.

## Trasy
| Nazwa trasy | Trudność  | Start                                | Start                 | Meta                                 | Meta                  | Dłu- gość (m) | Prze- wyż- sze- nie (m) | Na- chy- le- nie (%) | Oś- wie- tle- nie | Sztucz- ne naśnie- żanie | Homologacja FIS | Homologacja FIS | Homologacja FIS |
| Nazwa trasy | Trudność  | nazwa                                | wyso- kość (m n.p.m.) | nazwa                                | wyso- kość (m n.p.m.) | Dłu- gość (m) | Prze- wyż- sze- nie (m) | Na- chy- le- nie (%) | Oś- wie- tle- nie | Sztucz- ne naśnie- żanie | numer           | ważna do        | uwagi           |
| ----------- | --------- | ------------------------------------ | --------------------- | ------------------------------------ | --------------------- | ------------- | ----------------------- | -------------------- | ----------------- | ------------------------ | --------------- | --------------- | --------------- |
| 1           | czarna    | górna stacja kolei krzesełkowej      | 980                   | dolna stacja kolei krzesełkowej      | 770                   | 900           | 210                     | 23                   | tak               | tak                      | 8399/12/06      | 2016-12-18      | SL dla obu płci |
| 2           | czerwona  | górna stacja kolei krzesełkowej      | 980                   | dolna stacja kolei krzesełkowej      | 770                   | 1000          | 210                     | 21                   | tak               | tak                      |                 |                 |                 |
| 3           | niebieska | górna stacja kolei krzesełkowej      | 980                   | dolna stacja wyciągów talerzykowych  | 770                   | 1200          | 210                     | 28                   | tak               | tak                      |                 |                 |                 |
| 4           | zielona   | górna stacja wyciągu talerzykowego 2 | 870                   | dolna stacja wyciągu talerzykowego 2 | 770                   | 500           | 100                     | 20                   | tak               | tak                      |                 |                 |                 |
| 5           | zielona   | górna stacja wyciągu talerzykowego 3 | 800                   | dolna stacja wyciągu talerzykowego 3 | 770                   | 250           | 30                      | 12                   | tak               | tak                      |                 |                 |                 |
| 6           | zielona   | górna stacja wyciągu talerzykowego 4 | 785                   | dolna stacja wyciągu talerzykowego 4 | 770                   | 100           | 15                      | 15                   | tak               | tak                      |                 |                 |                 |

Czarna trasa jest jedną z kilkunastu czarnych tras zjazdowych w Polsce.
W ofercie znajduje się 3950 m tras zjazdowych o różnym stopniu trudności. Trasy są oświetlone, naśnieżane przez armatki śnieżne i przygotowywane przez ratraki.

## Pozostała infrastruktura
Na terenie Ośrodka dostępne są:
w dolnej części:
- snowpark (i obok karczma)
- narciarska trasa biegowa i skiturowa o długości 4 km
- lodowisko o wym. 30 m. × 20 m.
- wypożyczalnia sprzętu narciarskiego (i łyżew) oraz serwis
- szkoła narciarstwa i snowboardu Hski.pl
- karczma przy dolnej stacji wyciągów talerzykowych (o pojemności 150 osób)
- karczma „Harenda” przy dolnej stacji wyciągu krzesełkowego (o pojemności 350 osób)
- karczma pod lasem
- WC
- 4 bezpłatne parkingi o łącznej pojemności 330 samochodów i 20 autokarów,

na grzbiecie Grapy:
- w budynku górnej stacji kolei krzesełkowej: placówka TOPR i WC
- karczma „Iglo” w pobliżu górnej stacji.

W lecie możliwe jest wwożenie rowerów koleją krzesełkową na szczyt Rafaczówki.

## Operator
Operatorem stacji jest spółka Harenda-Wyciągi Sp. z o.o. z siedzibą w Zakopanem przy ul. Harenda 21A. Prezesem jej zarządu jest Wojciech Michał Strączek. Członkiem zarządu jest m.in. Jan Stanisław Bachleda Curuś. Spółka ma ok. 35 udziałowców, właścicieli działek, spośród których ok. 70% dzierżawi spółce działki, a reszta sprzedała spółce swoje grunty.

## Historia
Pierwsze próby uruchomienia wyciągu (wyrwirączki) w tej lokalizacji realizowane były przez braci Jana i Wojciecha Strączków w 1994 roku. Wkrótce wyciąg został unieruchomiony.
Kolejny pomysł stworzenia ośrodka narciarskiego został przedstawiony przez braci Strączków mieszkańcom osiedla Harenda w Zakopanem w 2002 roku. Spółka Harenda-Wyciągi została zarejestrowana w KRS w sierpniu 2004 roku. Inwestycja w ośrodek pochłonęła w pierwszym etapie ok. 7,5 mln zł. W sezonie 2006/2007 uruchomiono kolej krzesełkową.
18 lutego 2009 roku na trasach Ośrodka odbyły się zawody Pucharu Europy FIS w slalomie kobiet. 1 marca 2011 roku również odbyły się tu zawody slalomowe kobiet zaliczane do Pucharu Europy FIS. 1 marca 2011 roku odbyły się tu zawody slalomowe kobiet, zaliczane do Pucharu Europy.
W dniach 27–28 stycznia 2012 roku odbyły się tu zawody „The North Face Polish Freeskiing Open 2012”, w ramach których 100 zawodników z 11 krajów rywalizowało w dwóch freestyle’owych konkurencjach: big air (ewoucje na skoczni) i rails (przejazdy po stoku z różnego rodzaju przeszkodami). Zawody te odbyły się również w ramach Mistrzostw Polski we Freeskiingu PZN i przystanku cyklu AFP World Tour. 1 lutego 2013 roku na stokach Harendy odbyły się kolejne zawody slalomowe kobiet w ramach Pucharu Europy.

## Plany
Operator planuje uruchomienie drugiej kolei krzesełkowej po północnej stronie grzbietu, w kierunku Zębu, a więc już na terenie gminy Poronin. Trasy istniejące i nowe mają być połączone, tworząc jeden duży ośrodek narciarski.